# Thomas Fritz
Thomas Fritz (* 25. April 1955 in Halle (Saale)) ist ein deutscher Schriftsteller und Dramaturg.

## Leben
Thomas Fritz wuchs in Halle (Saale) auf. Nach dem Studium der Germanistik an der Humboldt-Universität Berlin arbeitete er 1980–1984 als Lektor im Verlag Philip Reclam jun. in Leipzig. 1986–1990 war er Dramaturg am Deutschen Theater Berlin. 1991–2020 war er Hörspieldramaturg beim Mitteldeutschen Rundfunk. Er lebt in Leipzig.

## Werke

### Bücher
- Canetti, Der andere Prozess. Kafka, Briefe an Felice. Herausgabe, Reclam-Verlag 1985
- Hofmannsthal. Blicke. Essays 1891–1929. Herausgabe, Reclam-Verlag 1987
- Blick und Beute. Roman, Merlin Verlag 2010
- Selbstporträt mit Schusswaffe. Roman, Merlin Verlag 2012
- Kinder des Labyrinths. Roman, Merlin Verlag 2018

### Hörspiele
- 1988: Die Epiphaner Schleusen (nach Andrej Platonow), Regie: Fritz Göhler, Rundfunk der DDR
- 1989: Die Geschichte vom verlorenen Sohn, Regie: Werner Buhss, Rundf. d. DDR
- 1991: Der Löwenritter (nach Hartmann von Aue), Regie: Wolfgang Rindfleisch, Funkhaus Berlin / Sachsen Radio
- 1994: Der arme Heinrich (nach Hartmann von Aue), Regie: Joachim Staritz, DLR Berlin
- 1994: Bouvard und Pécuchet (nach Gustave Flaubert), Regie: Jörg Jannings, DLR Berlin / SWF
- 1996: Die Beute, Regie: Ulrich Lampen, SWF
- 1998: Der Baron auf den Bäumen (nach Italo Calvino), Regie: Stefan Dutt, SWR
- 1999: Pavel, der Jäger, Regie: Götz Fritsch, HR
- 2003: Hals über Kopf (Pseudonym Florian Bartsch), Regie: Götz Fritsch, DLR Berlin
- 2005: Pas de deux (Pseudonym Florian Bartsch), Regie: Stefanie Lazai, DLR Berlin
- 2006: Blut im Schuh (Pseudonym Florian Bartsch), Regie: Judith Lorentz, SWR
- 2006: Nachtlicht, (Pseudonym Florian Bartsch) Regie: Frank Erich Hübner, WDR
- 2012: Elf Wochen und ein Tag, Regie: Beatrix Ackers, DKultur
- 2017: Hausbesuch, Regie: Beatrix Ackers, DLR
- 2018: Die Gottesanbeterin, Regie: Beatrix Ackers, DLR
- 2019: Toter Winkel, Regie: Ulrich Lampen, NDR